# 凯达县

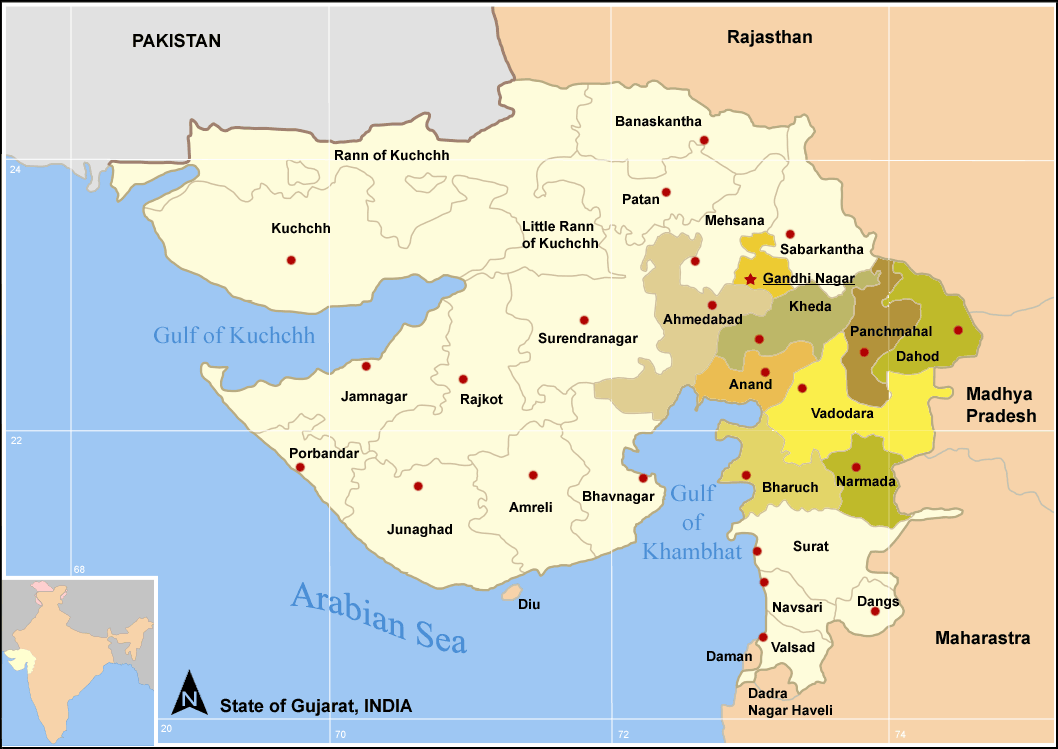
古吉拉特邦中东部地区

凯达县（Kheda district）为印度古吉拉特邦辖县，1997年自该县析置阿嫩德县；现下辖600多个村。凯达县全县面积3,943平方公里，人口2,299,885人（2011年），其中城镇人口20.08％。行政中心为凯达市。

## 地理
凯达县地处古吉拉特邦中部偏东，县域东北部与萨伯尔甘塔县接壤，东西部和甘地讷格尔县、艾哈迈达巴德县接邻，南部与阿嫩德县交界，东南部和班杰默哈尔斯县、巴罗达县相连。

## 主要市镇
- 凯达
- 讷迪亚德（Nadiad）
- 巴拉西诺尔（Balasinore）
- 达戈尔（Dakor）

## 其他
凯达县有众多旁遮普风格的刹帝利村落，这里居住有大量自大旁遮普地区移民过来的贾特人（Jat)。该县主要农作物有珍珠粟、棉花和烟草；商业主要依靠棉花和烟草贸易。
- 巴拉西诺尔化石公园（Balasinore Fossil Park）为世界三大恐龙化石遗址之一；
- 达科尔有著名的克里希纳（Krishna）神庙。